# Cyril Falls
Cyril Bentham Falls, CBE (* 2. März 1888 in Dublin; † 23. April 1971 in Walton-on-Thames) war ein britischer Militärhistoriker, Schriftsteller und Journalist.

## Biografie
Falls war im Ersten Weltkrieg Captain und Stabsoffizier in der 36th (Ulster) Division, Royal Iniskilling Fusiliers. Er erhielt das Croix de guerre und war CBE. 1923 bis 1939 war er an der Erstellung der offiziellen britischen Militärgeschichte des Ersten Weltkriegs beteiligt und ab 1939 militärischer Korrespondent der The Times (wie zuvor Liddell Hart). 1946 bis 1953 war er Chichele Professor of the History of War an der Universität Oxford (All Souls College), ein Posten auf den sich auch Liddell Hart Hoffnung gemacht hatte.
Er war als Experte für den Ersten Weltkrieg bekannt und schrieb auch Bücher für ein größeres Publikum, neben dem Ersten Weltkrieg auch über irische Geschichte, eine kurze Geschichte des Zweiten Weltkriegs, eine Biographie von Marschall Ferdinand Foch und Bücher über Änderungen der Kriegsführung vom 19. bis ins 20. Jahrhundert, in denen er die Barbarisierung des Krieges im 20. Jahrhundert beklagt. 
Er schrieb auch Literaturkritiken und einen Roman sowie ein Buch über Rudyard Kipling.

## Schriften
- The History of the 36th (Ulster) Division, 1922, 1998
- In der offiziellen History of the Great War, Macmillan 1923–1949 (Herausgeber James E. Edmonds):
  - Military Operations – Egypt and Palestine, 2 Bände in 3, London 1928, 1930
  - Military Operations – Macedonia, 2 Bände, London 1933, 1935
  - Military Operations – France and Belgium, 1917: The German Retreat to the Hindenburg Line and the Battles of Arras, Band 1, London 1940
- War Books: a critical guide, London: P. Davies 1930
- Marshal Foch, London, Glasgow: Blackie and Son 1939
- The Nature of Modern Warfare, Oxford UP 1941 (aus seinen Lee Knowles Lectures in Cambridge 1941)
- Ordeal by Battle, Oxford UP 1943
- The Second World War: a short history, London: Methuen 1948, 3. Auflage 1950
- Elizabeth's Irish Wars, London: Methuen 1950
- A Hundred Years of War, London: Duckworth 1953, 1961
- The Great War 1914–1918, London: Gerald Duckworth 1953, New York: Putnam 1959
- The Art of War: from the Age of Napoleon to the Present Day, Oxford University Press 1961
- Armageddon, 1918: The Final Palestinian Campaign of World War I, Philadelphia: Lippincott 1964
- Caporetto 1917, Philadelphia: Lippincott  1966
- Mountjoy, Elizabethan general, London 1955
- Herausgeber Great Military Battles, MacMillan 1964, 1971
  - Deutsche Übersetzung: Große Landschlachten, Ariel Verlag 1964
- The Birth of Ulster, London: Methuen 1936, 1973
- War books: an annotated bibliography of books about the Great War, London: Greenhill Books, Kalifornien, Presidio Press 1989 (bearbeitet von R. J. Wyatt)
- Rudyard Kipling: a critical study, Nordwood 1976, Archive